# Di canti di gioia
Di canti di gioia, di canti d'amore (spesso abbreviato in Di canti di gioia) è l'inno studentesco universitario italiano.

## Origini dell'inno
L'inno fu scritto da Giovanni Giuseppe Gizzi (1863-1912) e messo in musica dallo studente Giovanni Melilli nel 1891 e si rifà ad una tradizione studentesca e goliardica italiana che affonda le sue radici nel Risorgimento
Il testo intendeva dare "viva espressione dei valori della patria, della libertà e della gioventù",
L'inno "riscosse un grandissimo successo anche fra gli studenti italiani delle province ancora irredente". La sua notorietà si estese anche all'estero, con traduzioni in varie lingue.

## Testo
Il testo richiama molti dei fatti che legarono gli studenti a quel particolare periodo storico, che, nel frangente storico dei moti del 1848, aveva visto, in quasi tutti gli atenei italiani, la partecipazione degli studenti a fatti di sangue.
La terzina centrale del testo sotto riportato:
Ribelli ai tiranni di sangue bagnammo
Le zolle d'Italia tra l'armi sposammo
In sacro connubio: la patria e il saper
descrive sinteticamente e poeticamente quei fatti.
Nel gennaio di quell'anno, a Pavia, gli studenti si scontrarono con truppe dell'esercito austriaco. Vi furono numerose vittime fra gli studenti.

L'8 febbraio successivo, a Padova,gli austriaci sparano sugli studenti che cercano rifugio all’interno del Caffè Pedrocchi e dell’Università. Il bilancio è di decine di feriti e di due caduti, gli studenti Giovanni Leoni e Giambattista Ricci. .
Alla fine di maggio, presso Mantova, alla battaglia di Curtatone e Montanara partecipò il Battaglione della Guardia Universitaria della Toscana con trentadue professori alla testa di trecentottantanove studenti.
Gli studenti furono uno degli elementi centrali in tutti i moti di quel periodo, tanto che ad Urbino - nel 1831 - uno di questi moti venne chiamato la Rivoluzione dei dottori.
Tutto questo è cantato nella parte centrale (gli estremi, prima e quinta terzina, costituiscono la parte da svolgere dai goliardi in pace):
Di canti di gioia, di canti d'amore
Risuoni la vita mai spenta nel cuore
Non cada per essi la nostra virtù.
Ecco il testo completo:
Di canti di gioia   Di canti d'amore   Risuoni la vita   Mai spenta nel Cuore,   Non cada per essi   La nostra virtù. [bis]   Dai lacci sciogliemmo   L'avvinto pensiero   Che or libero spazia   Sui campi del vero   E sparsa la luce   Sui popoli fu. [bis]   Ribelli ai tiranni   Di sangue bagnammo   Le zolle d'Italia   Fra l'arti sposammo   In sacro connubio   La Patria al saper. [bis]   La Patria faremo   Coi petti e coi carmi   Superba nell'arti   Temuta nell'armi   Regina nell'opre   Del divo pensier. [bis]   Di canti di gioia   Di canti d'amore   Risuoni la vita   Mai spenta nel Cuor!